# Casa Vicenç Mestres
La Casa Vicenç Mestres és un edifici del municipi de Vilafranca del Penedès (Alt Penedès) protegit com a bé cultural d'interès local. L'habitatge està situat a la zona d'eixample formada als costats de la carretera de Sant Martí de Sarroca, BV-2121, inaugurada el 1881. És una zona interessant pel que fa a l'arquitectura eclèctica i modernista.
És un edifici entre mitgeres, de quatre crugies. Està format per planta baixa i un pis, amb coberta de teula àrab, a dues vessants. Hi ha una galeria posterior i pati. Les portes presenten arc trilobats. Hi ha balustres de morter armat i utilització de maó. El llenguatge arquitectònic respon a les característiques del modernisme (emprat d'una manera austera).